# Ridderorden in Saksen
Het keurvorstendom en latere koninkrijk Saksen was een van de grotere staten binnen het Heilige Roomse Rijk van de Duitse Natie. Zoals alle keurvorsten werden ook die van Saksen geacht een fons honorum te zijn, wat inhield dat zij bevoegd waren om adeldom te verlenen en ridderorden te stichten.
De Saksische keurvorsten hebben van deze bevoegdheid weinig gebruikgemaakt. De Militaire Orde van Sint-Hendrik werd in 1736 ingesteld. Pas toen hun staat een koninkrijk binnen de Rijnbond werd, stelde de Saksische koning in 1807 een tweede ridderorde in: de Orde van de Kroon van Wijnruit.
In 1815 werd de Orde van Burgerlijke Verdienste ingesteld.
Daarna volgden nog enige ridderorden.
- De Albrechtsorde (Albrechts-Orden) 1850
- De Sidonia-orde (Sidonien-Orden) 1870
- De Maria-Anna-orde (Maria-Anna-Orden) 1906

De huidige chef van het Huis Wettin, Maria Emanuel, Markies van Meissen, titulair koning van Saksen liet drie huisorden registreren.
- De Militaire Orde van Sint-Hendrik
- De Orde van de Kroon van Wijnruit
- De Sidonia-Orde